# Comité Paralímpico Nacional de Yibuti
El Comité Paralímpico Nacional de Yibuti es el comité paralímpico nacional que representa a Yibuti. Esta organización es la responsable de las actividades deportivas paralímpicas en el país. Es miembro del Comité Paralímpico Internacional y del Comité Paralímpico Africano.